# 柯炽坚
柯炽坚（英文名：Sammy Or；1952年—）是香港字体设计师，主要設計中文字體。

## 生平
1952年出生于香港。其设计的字體作品包括香港地鐵宋、蒙納黑、蒙納宋、俪宋、俪黑、華康瘦金体、華康超明體、華康超圆體、華康超黑體和信黑體。其中，俪宋、俪黑为苹果电脑的操作系统 OS X 的中文字体。曾任职广告公司、香港地铁公司设计部、蒙纳香港分公司(Monotype Hong Kong)、台湾华康科技副总裁及首席设计师，亦曾为苹果电脑、Bitstream等公司出任字体设计师及字体设计顾问。

## 信黑体
信黑体的全套裝於2012年推出，Big-5繁体中文和GB18030简体中文原计划各有9种磅重，但实际出品时，繁体只有8个字重（W2, 3, 4, 5, 6, 7, 8, 10），而简体只有3个字重（W4, 6, 7）